# Marmanchi, Gulbarga
Marmanchi là một làng thuộc tehsil Gulbarga, huyện Gulbarga, bang Karnataka, Ấn Độ.